# Silvanops angulicollis
Silvanops angulicollis es una especie de coleóptero de la familia Silvanidae.

## Distribución geográfica
Habita en Granada (país), Colombia y Guatemala.